# Monastère de Klokoty

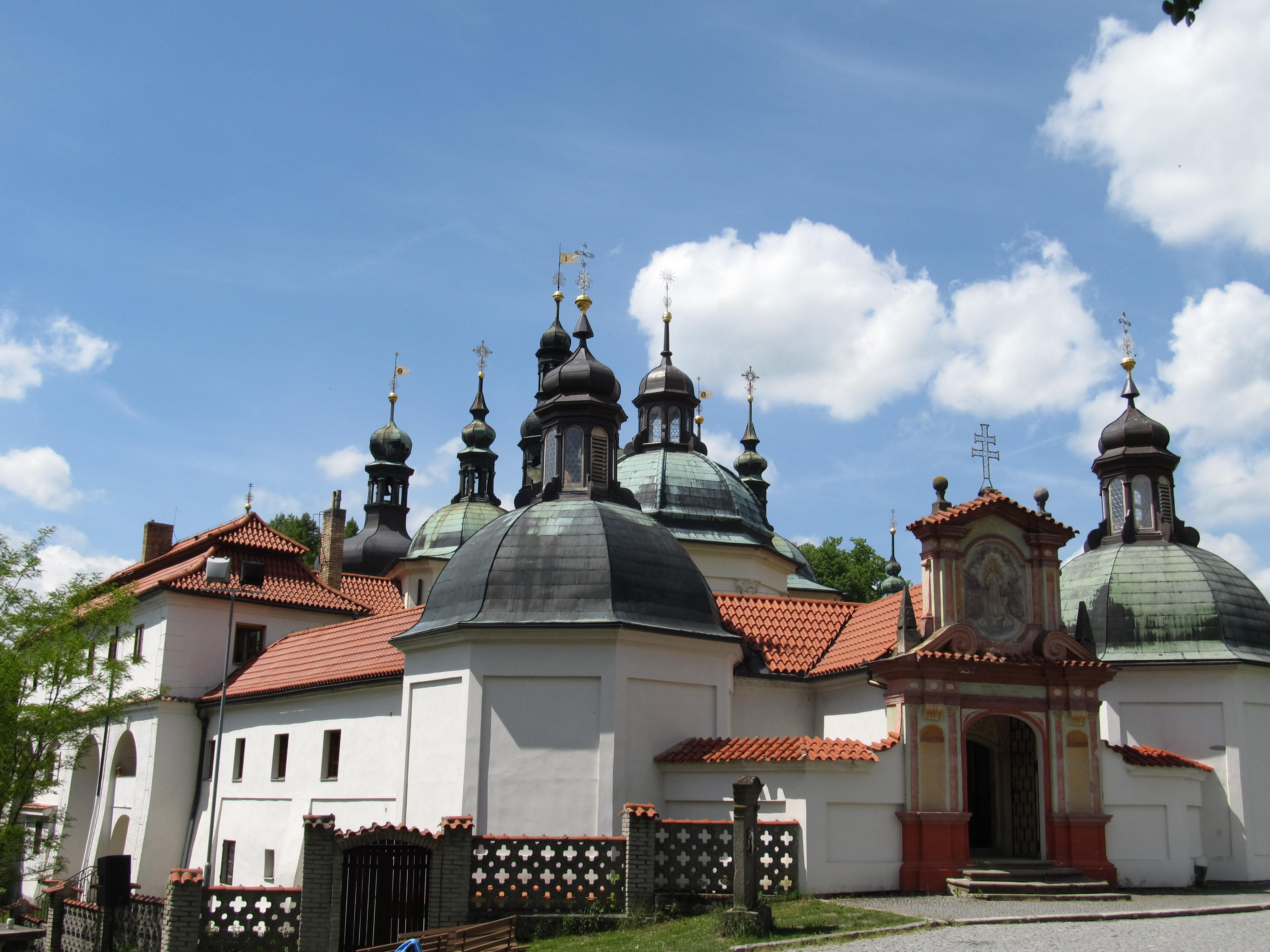
Monastère de Klokoty

Le lieu de pèlerinage et le monastère de Klokoty se trouvent à la périphérie de la ville de Tábor (Tchéquie) en direction de Písek.

## Histoire
Au XIIIe siècle, il y avait une forteresse sur cette colline. Déjà au XIVème siècle, une petite église de pèlerinage a été construite, que le chef militaire hussite Jan Žižka avait détruite en 1421, et il a également ordonné l'incendie d'environ 50 membres des Picards.
Les bénédictins acquièrent le domaine en 1679 et construisirent le monastère entre 1701 et 1734. À cette époque, la gestion du monastère fut transférée aux bénédictins de l'abbaye de Melk. L'église de pèlerinage est maintenant entretenue par les Missionnaires Oblats.

## Description
L'église de la Vierge Marie, construite en 1708, forme le centre de l'ensemble. Plus tard, une crypte a été construite sous l'église, ainsi que les chapelles Saint-Venceslas et Saint-Joseph.
Les chambres sont entourées de passerelles et d'arcades décorées. Dans les coins, il y a des chapelles octogonales avec des coupoles de style baroque. La chapelle Saint-Jean-Népomucène avec un plafond en stuc est située du côté ouest de l'ambiat. Dans ces salles, il y a aussi sept tableaux avec des extraits de la vie de la Vierge Marie (1700). Le complexe comprend également la résidence d'un étage et la chapelle baroque, à laquelle mène un chemin de croix.

## Liens web
- Site du lieu de pèlerinage (tchèque)